# Латинський кубок 1957
Сьомий розіграш Латинського кубка, що проводився з 20 червня по 23 червня 1957 року. Цей міжнародний футбольний клубний турнір розігрувався переможцями національних чемпіонатів Іспанії, Італії, Португалії та Франції. Країною-господаркою була Іспанія. Переможцем вдруге став «Реал» (Мадрид). 
Кубок був заснований футбольними федераціями чотирьох романськомовних країн Західної Європи. Матчі кубку проводились в одній країні, по черзі в кожній з країн-учасниць. Розіграш кубка влаштовувався влітку по закінченні поточного сезону національних чемпіонатів. Змагання складалися з двох півфіналів, матчу за третє місце і фінального матчу.

## Учасники
| N° | Країна     | Команда             | Ліга                                  |
| -- | ---------- | ------------------- | ------------------------------------- |
| 1  | Італія     | «Мілан»             | 1 місце чемпіонату Італії 1956-57     |
| 2  | Іспанія    | «Реал» (Мадрид)     | 1 місце чемпіонату Іспанії 1956-57    |
| 3  | Португалія | «Бенфіка» (Лісабон) | 1 місце чемпіонату Португалії 1956-57 |
| 4  | Франція    | «Сент-Етьєн»        | 1 місце чемпіонату Франції 1956-57    |

## Півфінали
| 20.06.1957 |

| «Реал» (Мадрид)                                                   | 5:1 (1:1)  | «Мілан»                |
| ----------------------------------------------------------------- | ---------- | ---------------------- |
| Франсіско Хенто 20', 47', 85' Альфредо Ді Стефано 50' Хосеїто 83' | (Протокол) | 30' Ернесто Кукк'яроні |

| «Сантьяго Бернабеу», Мадрид Арбітр: Марсель Лекесн |

«Реал»: Хуан Алонсо, Мануель Торрес, Маркітос, Рафаель Лесмес, Мігель Муньйос, Антоніо Руїс, Хосеїто, Раймон Копа, Альфредо Ді Стефано, Ектор Ріаль, Франсіско Хенто, тренер: Хосе Вільялонга.
«Мілан»: Нарсісо Солдан, Чезаре Мальдіні, Ерос Беральдо, Альфіо Фонтана, Луїджі Радіче, Нільс Лідгольм, Луїджі Заньєр, Ернесто Куччіароні, Пер Бредесен, Едуардо Ріканьї, Джанні Меанті, тренер: Джузеппе Віані.
| 20.06.1957 |

| «Бенфіка»            | 1:0 (1:0)  | «Сент-Етьєн» |
| -------------------- | ---------- | ------------ |
| Франсішку Каладу 17' | (Протокол) |              |

| «Сантьяго Бернабеу», Мадрид Арбітр: Даніель Зарік'єгі Іско |

«Бенфіка»: Жозе Бастуш, Франсішку Каладу, Мануел Франсішку, Мануел Серра, Анжелу Мартінш, Зезіньйю, Саул Абрантеш «Алфреду», Маріу Колуна, Жозе Агуаш, Сальвадор Мартінш, Доміціану Кавем, тренер: Отто Глорія.
«Сент-Етьєн»: Клод Абб, Франсуа Вікар, Мішель Тилінський, Рішар Тилінський, Івон Гужон, Бернар Лефевр, Рене Домінго, Кес Рейверс, Рене Фер'є, Рашид Меклуфі, Ежен Нєо Леа, тренер: Жан Снелла

## За третє місце
| 23.06.1957 |

| «Мілан»                                                                  | 4:3 (2:1)  | «Сент-Етьєн»                                        |
| ------------------------------------------------------------------------ | ---------- | --------------------------------------------------- |
| Едуардо Ріканьї 18' Амос Маріані 42' Пер Бредесен 70' Нільс Лідгольм 88' | (Протокол) | 9' Франсуа Вікар 78' Рашид Меклуфі 85' Ежен Нжо Леа |

| «Сантьяго Бернабеу», Мадрид Арбітр: Фернандеш Хоакім Кампуш |

«Мілан»: Лоренцо Буффон, Чезаре Мальдіні, Ерос Беральдо, Альфіо Фонтана, Луїджі Радіче, Нільс Лідгольм, Луїджі Заньєр, Амос Маріані, Ернесто Куччіароні, Едуардо Ріканьї, Пер Бредесен, тренер: Джузеппе Віані.
«Сент-Етьєн»: Клод Абб, Франсуа Вікар, Мішель Тилінський, Рене Домінго, Жан Олексяк, Рене Фер'є, Жорж Пейрош, Івон Гужон, Ежен Нєо Леа, Рашид Меклуфі, Арман Фуіллен, тренер: Жан Снелла

## Фінал
| 23 червня 1957 |

| «Реал»                  | 1:0 (0:0)  | «Бенфіка» |
| ----------------------- | ---------- | --------- |
| Альфредо Ді Стефано 50' | (протокол) |           |

| «Сантьяго Бернабеу», Мадрид Арбітр: Марсель Лекесне |

|                 |    |                     |  |
|                 |    |                     |  |
| ВР              | 1  | Хуан Алонсо         |  |
| ЗХ              | 2  | Мануель Торрес      |  |
| ЗХ              | 3  | Маркітос            |  |
| ЗХ              | 4  | Рафаель Лесмес      |  |
| ПЗ              | 5  | Мігель Муньйос      |  |
| ПЗ              | 6  | Антоніо Руїс        |  |
| НП              | 7  | Хосеїто             |  |
| НП              | 8  | Раймон Копа         |  |
| НП              | 9  | Альфредо Ді Стефано |  |
| НП              | 10 | Ектор Ріаль         |  |
| НП              | 11 | Франсіско Хенто     |  |
| Тренер:         |    |                     |  |
| Хосе Вільялонга |    |                     |  |

|                  |    |                   |  |
|                  |    |                   |  |
| ВР               | 1  | Жозе Бастуш       |  |
| ЗХ               | 2  | Франсішку Каладу  |  |
| ЗХ               | 3  | Мануел Франсішку  |  |
| ЗХ               | 4  | Серра             |  |
| ПЗ               | 5  | Анжелу            |  |
| ПЗ               | 6  | Зезіньйю          |  |
| НП               | 7  | Алфреду           |  |
| НП               | 8  | Маріу Колуна      |  |
| НП               | 9  | Жозе Агуаш        |  |
| НП               | 10 | Сальвадор Мартінш |  |
| НП               | 11 | Доміціану Кавем   |  |
| Головний тренер: |    |                   |  |
| Отто Глорія      |    |                   |  |

## Найкращі бомбардири

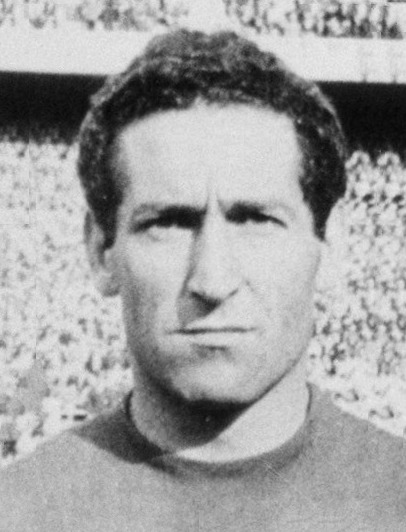
Франсіско Хенто — найкращий бомбардир

| Місце | Гравець                      | Голи |
| ----- | ---------------------------- | ---- |
| 1     | Франсіско Хенто («Реал»)     | 3    |
| 2     | Альфредо Ді Стефано («Реал») | 2    |